# Vol Bering Air 445
Le 6 février 2025, le Cessna 208B Grand Caravan effectuant le vol Bering Air 445 s'est écrasé alors qu'il survolait le Norton Sound, lors d'un vol intérieur régulier assuré par Bering Air entre Unalakleet et Nome, en Alaska (États-Unis). L'épave de l'avion a été retrouvée le lendemain et les dix occupants ont été tués,.

## Avion

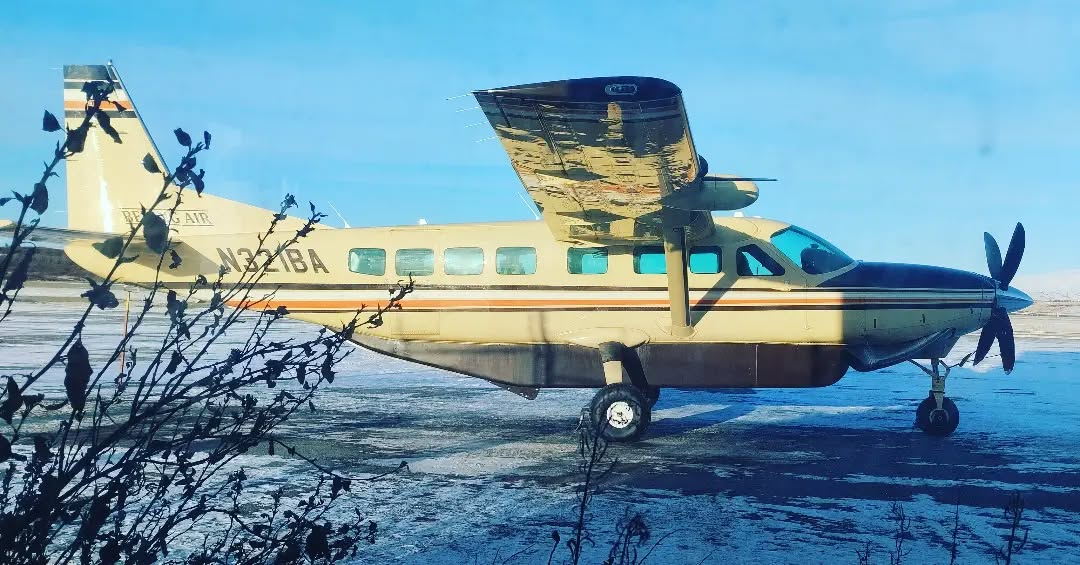
N321BA, l'appareil impliqué dans l'accident, photographié en novembre 2022.

L'aéronef impliqué était un Cessna 208B Grand Caravan EX, fabriqué en 2020, de numéro de série 208B5613 immatriculé N321BA,, exploité par la compagnie Bering Air, basée à Nome (Alaska).

## Passagers et équipage
Il y avait à bord neuf passagers et un pilote, âgés de 30 à 58 ans, tous décédés dans l'accident,.

## Accident
Le vol 445 avait décollé de l'aéroport d'Unalakleet en piste 33 à 2h38 14h00 AKST. Son arrivée à l'aéroport de Nome était prévue à 4 h 20 pm,.
L'avion est monté à une altitude de croisière d'environ 7 700 pieds. Avant de disparaître des radars, à une cinquantaine de kilomètres au sud-est de Nome., le pilote avait informé le centre de contrôle du trafic aérien d'Anchorage qu'il allait commencer un circuit d'attente en attendant que la piste soit dégagée,. Selon Flightradar24, la dernière position transmise par l'avion, à 15:16, était de 64°19.81′N 164°01.61′W.

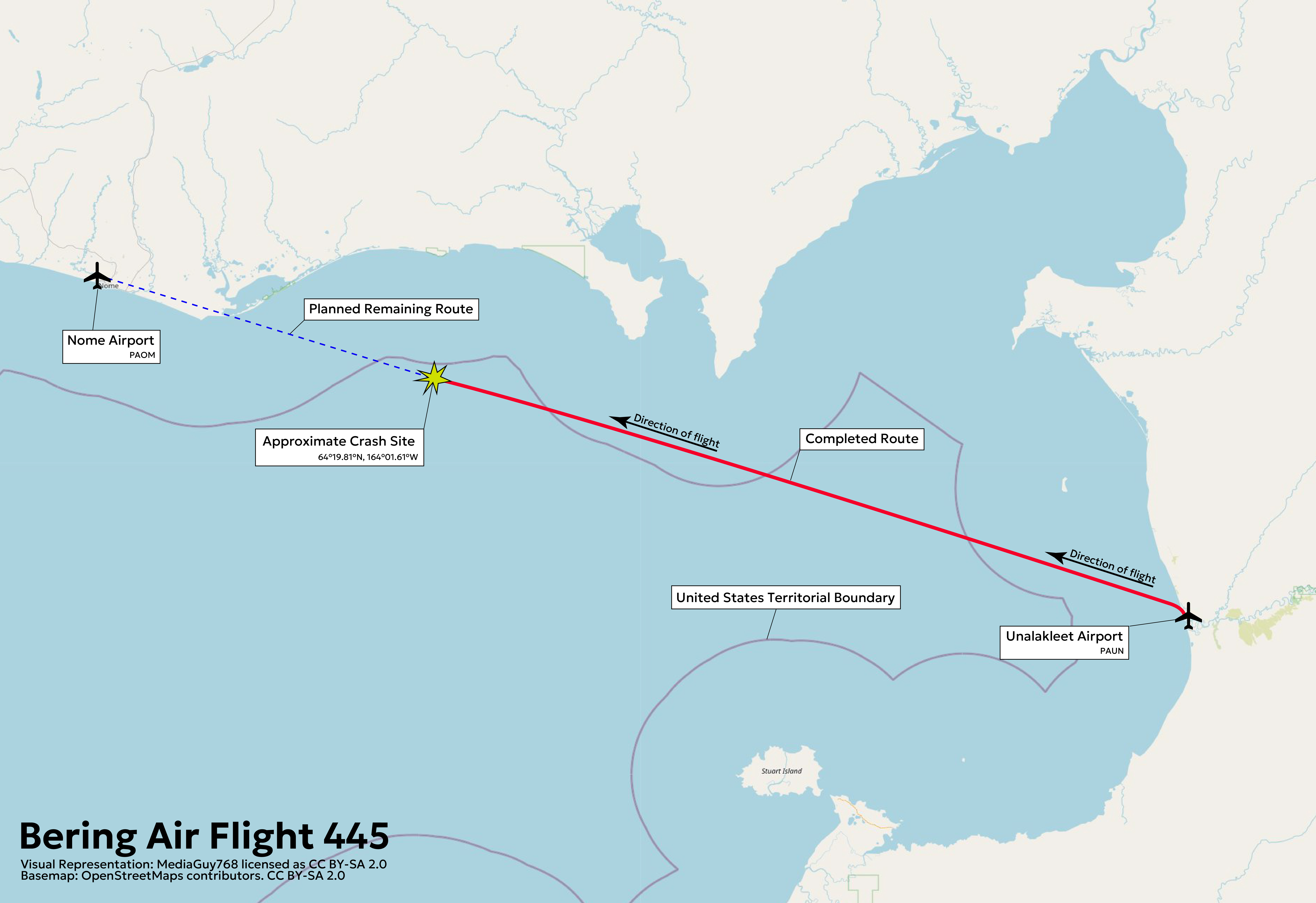
Trajectoire du vol 445, dérivée des données publiques ADS-B.

Le lieutenant-commandant des garde-côtes Benjamin McIntyre-Coble a déclaré qu'aucun signal de détresse n'avait été reçu de l'avion. La  Civil Air Patrol a déclaré que vers 15 h 18, l'avion avait subi « une perte rapide d'altitude et de vitesse ».
L'avion s'est écrasé sur une banquise dans le détroit de Norton à 55 km environ au sud-est de Nome, sa destination,.

## Enquête
Le National Transportation Safety Board (NTSB) a annoncé qu'il allait lancer une enquête sur la cause de l'accident. Sa présidente, Jennifer Homendy (en), s'est rendue en Alaska le week-end suivant l'accident et s'est entretenue avec des journalistes lors d'une conférence de presse à Anchorage,,.
Un rapport préliminaire publié par le NTSB le 19 mars 2025 a révélé que la masse de l'avion au décollage était de 4 474 kg, soit 480 kg au-dessus de la limite autorisée pour les vols en conditions givrantes, et 363 kg de plus que le poids maximum autorisé en conditions normales. Le rapport a également révélé la présence de glace sur la queue de l'avion.